# Nowe Marcinkowo
Nowe Marcinkowo (niem. Neu Mertinsdorf, 1939: Neu Märtinsdorf) – wieś w Polsce położona w województwie warmińsko-mazurskim, w powiecie olsztyńskim, w gminie Biskupiec.
W latach 1975–1998 miejscowość administracyjnie należała do województwa olsztyńskiego.